# Östra kapellet
Östra kapellet är ett kapell i Jönköping i Sverige, beläget vid Östra kyrkogården. Nuvarande byggnad, som ritades av Göran Pauli, invigdes 1937, och ersatte då en tidigare byggnad från 1704 som förstörts i en brand i augusti 1935. 1704 års byggnad föregicks av en tidigare byggnad, omnämnd 1644.

## Orgel
År 1969 byggde Västbo orgelbyggeri, Långaryd en mekanisk orgel.
| Manual            | Pedalverk  | Koppel  |
| Gedackt 8'        | Subbas 16' | Man/Ped |
| Fugara 8'         |            |         |
| Rörflöjt 4' B/D   |            |         |
| Principal 2'      |            |         |
| Nasat 1 1/3       |            |         |
| Krumhorn 8' D     |            |         |
| Crescendosvällare |            |         |